# برونوين تومسون
برونوين تومسون (بالإنجليزية: Bronwyn Thompson)‏ هي مجدفة أسترالية، ولدت في 28 يناير 1973 في ملبورن في أستراليا.

## وصلات خارجية
- برونوين تومسون على موقع الاتحاد الدولي للتجديف (الإنجليزية)
- برونوين تومسون على موقع اللجنة الأولمبية الدولية (الإنجليزية)
- برونوين تومسون على موقع أوليمبيديا (الإنجليزية)
- برونوين تومسون على موقع اللجنة الأولمبية الأسترالية (الإنجليزية)